# Bibliotheca dissidentium
Bibliotheca dissidentium (Répertoire des non-conformistes religieux des seizième et dix-septième siècles) ist eine von André Séguenny begründete und von Martin Rothkegel im Verlag Valentin Koerner herausgegebene Buchreihe, die sich mit religiösen Nonkonformisten des 16. und 17. Jahrhunderts beschäftigt.

## Geschichte, Anliegen und Themen
Die Buchreihe ist eines der Resultate der von Marc Lienhard 1975 an der Universität Straßburg gegründeten Forschergruppe G.R.E.N.E.P. (Groupe de recherches sur les non-conformismes religieux des XVIe et XVIIe siècles et l'histoire des protestantismes). Die Buchreihe befasst sich mit Leben und Werk von religiösen Außenseitern der Reformationszeit, zu denen unter anderen Täufer, Spiritualisten, Sakramentarier, Unitarier und Antitrinitarier zählen. Die Bände, die seit 1980 erschienen sind, enthalten Biographien und Bibliographien von Häretikern und Exponenten der Radikalen Reformation, die oft nur schwer klassifizierbar sind und nicht immer einer der bekannten reformatorischen Gruppen zugerechnet werden können.
In den bisher erschienenen Bänden sind mehr als 80 Personen und Gruppierungen aus verschiedenen europäischen Ländern vorgestellt. Neben den Biographien der einzelnen religiösen Nonkonformisten werden auch deren Wirkungsgeschichte sowie die die Rezeptions- und Forschungsgeschichte dargestellt.
Neben der biobibliographischen Reihe erscheinen unter dem Reihentitel Scripta et Studia weitere Werke, die sich ebenfalls mit dem Phänomen der religiösen Devianz in der frühen Neuzeit befassen.
Die Bibliotheca dissidentium ist Teil einer größeren Reihe, die unter dem Namen Bibliotheca bibliographica Aureliana erscheint.

## Bände der Bibliotheca dissidentium
Liste der seit 1980 im Verlag Valentin Koerner in Baden-Baden erschienenen Bände
1. Johannes Campanus, Christian Entfelder, par André Séguenny. Justus Velsius, par Philippe Denis. Catherine Zell-Schütz, par Marc Lienhard. 1980. ISBN 978-3-87320-079-1
2. Martin Borrhaus (Cellarius), by Irena Backus. 1981. ISBN 978-3-87320-088-3
3. Johannes Bünderlin, von Ulrich Gäbler. Wolfgang Schultheiss, von Werner Bellardi. Theobald Thamer, by Irena Backus. 1982. ISBN 978-3-87320-093-7
4. Jacques de Bourgogne, seigneur de Falais, par Philippe Denis. Étienne Dolet, par Claude Longeon. Casiodoro de Reina, by A. Gordon Kinder. Camillo Renato, di Simona Calvani. 1984. ISBN 978-3-87320-095-1
5. Pierre Poiret, par Marjolaine Chevallier. 1985. ISBN 978-3-87320-096-8
6. Valentin Crautwald, by Peter C. Erb. Andreas Fischer, Jan Kalenec, by Waclaw Urban. Sigmund Salminger, by Irena Backus. 1985. ISBN 978-3-87320-100-2
7. Éloy Pruystinck, par Émile Braekman. Sebastian Franck, von Christoph Dejung. Antonio del Corro, by A. Gordon Kinder. 1986. ISBN 978-3-87320-106-4
8. Daniel Bielinski, Stanislaw Budzinski, Stanislaw Taszycki, par Waclaw Urban. Wojciech Calissius, par Henryk Gmiterek. Piotr Gonesius, Marcin Krowicki, Andrzej Wojdowski, par Zdzislaw Pietrzyk. 1987. ISBN 978-3-87320-109-5
9. Oswald Glaidt, by Daniel Liechty. Simone Simoni, di Claudio Madonia. Juan de Valdés, by A. Gordon Kinder. I988. ISBN 978-3-87320-113-2
10. Michael Servetus, by A. Gordon Kinder. 1989. ISBN 978-3-87320-116-3
11. The Heidelberg Antitrinitarians: Johann Sylvan, Adam Neuser, Matthias Vehe, Jacob Suter, Johann Hasler, by Christopher J. Burchill. 1989. ISBN 978-3-87320-120-0
12. Ungarländische Antitrinitarier: István Basilius, von Mihály Balázs. Tamás Arany, von János Hetali. István Császmai, von János Herner. Lukács Egri, von András Szabó. Elias Gczmidele, von Antal Pirnát. 1990. ISBN 978-3-87320-121-7
13. Antitrinitaires polonais II: Szymon Budny, par Zdzislaw Pietrzyk. Pierre Statorius, par Jacek Wijaczka. Christian Francken, par Adam Matuszewski. 1991. ISBN 978-3-87320-129-3
14. Antitrinitaires polonais III : Marcin Czechowic, Jan Niemojewski, Christoph Ostorodt, par Henryk Gmiterek. 1992. ISBN 978-3-87320-131-6
15. Ungarländische Antitrinitarier II: György Enyedi, von János KÁLDOS, unter Mitwirkung von Mihály Balázs. 1993. ISBN 978-3-87320-137-8
16. Alumbrados of the Kingdom of Toledo, Jacobus Acontius, by A. Gordon Kinder. Marcello Squarcialupi, di Claudio Madonia. 1994. ISBN 978-3-87320-144-6
17. Jacob Kautz, par Frank Muller. Pilgram Marpeck, Hans Schlaffer, Leonhard Schiemer, by Stephen Boyd. I995. ISBN 978-3-87320-146-0
18. Andrzej Frycz Modrzewski (Modrevius), par André Séguenny & Waclaw Urban. 1997. ISBN 978-3-87320-151-4
19. Dissidents russes I: Feodosij Kosoj, par Mikhail V. Dmitriev. 1998. ISBN 978-3-87320-159-0
20. Dissidents russes II: Matvej Baskin, le starec Artemij, par Mikhail V. Dmitiev. 1999. ISBN 978-3-87320-169-9
21. Artistes dissidents dans l'Allemagne du seizième siecle: Lautensack, Vogtherr, Weiditz, par Frank Muller. 2001. ISBN 978-3-87320-184-2
22. The Family of love I: Hendrik Niclaes, by Alastair Hamilton. 2003. ISBN 978-3-87320-191-0
23. Ungarländische Antitrinitarier III: Demeter Hunyadi, von Annamária Poszár. Pál Karádi, von Éva Haas. Máté Toroczkai, von Mihály Balázs. György Válaszúti, von Katalin Németh. János Várfalvi Kósa, von Gizella Keserü. Redaktion: Mihály Balázs. 2004. ISBN 978-3-87320-704-2
24. Mährische Sakramentierer des zweiten Viertels des 16. Jahrhunderts: Matej Poustevník, Beneš Optát, Johann Zeising (Jan Cízek), Jan Dubcanský ze Zdenína und die Habrovaner (Lulcer) Brüder. Von Martin Rothkegel. 2005. ISBN 978-3-87320-708-0
25. John Bidle, by A. Gordon Kinder. Francesco Negri, di Luca Ragazzini. Katarzyna Malcherowa, von Waclaw Urban. Stanislaw Paklepka, von Zdzislaw Pietrzyk. 2006. ISBN 978-3-87320-711-0
26. Ungarländische Antitrinitarier IV: Ferenc Dávid von Mihály Balázs. 2008. ISBN 978-3-87320-722-6
27. Gerhard Westerburg, by Russell Woodbridge, Valentin Ickelshamer von Sigrid Looss, Gabriel Ascherham von Martin Rothkegel. 2010. ISBN 978-3-87320-730-1
28. Thomas-Müntzer-Bibliographie (1519–2012). Von Marion Dammaschke und Günter Vogler. 2013. ISBN 978-3-87320-733-2
29. The Family of Love II: Hiël (Hendrik Jansen van Barrefelt), by Alastair Hamilton. And addenda to The Family of Love I: Hendrik Niclaes (Bibliotheca Dissidentium XXII). 2013. ISBN 978-3-87320-735-6
30. Clemens Ziegler, sur la base des matériaux réunis par Rodolphe Peter. Christoph Freisleben, Leonhard Freisleben von Martin Rothkegel. Leonard Busher by William Backney. 2016. ISBN 978-3-87320-743-1.

## Bände der Scripta et Studia
1. Marc Lienhard (Hg.): Les dissidents du XVIe siècle entre l'Humanisme et le Catholicisme. Actes du colloque de Strasbourg (février 1982). 1983. ISBN 978-3-87320-881-0
2. Waclaw Urban: Der Antitrinitarismus in den Böhmischen Ländern und in der Slowakei im 16. und 17. Jahrhundert. 1986. ISBN 978-3-87320-882-7
3. Jean-Georges Rott, Simon Verheus (Hgg.): Anabaptistes et dissidents au XVIe siècle. 16th Century Anabaptism and Radical Reformation. Täufertum und radikale Reformation im 16. Jahrhundert. Actes du Colloque international d'histoire anabaptiste du XVIe siècle tenu à l'occasion de la XIe Conférence Mennonite mondiale à Strasbourg (juillet 1984). 1987. ISBN 978-3-87320-883-4
4. Douglas H. Shantz: Crautwald and Erasmus. Study in Humanism and Radical Reform in Sixteenth Century Silesia. 1992. ISBN 978-3-87320-884-1
5. Michael Screech: Rabelais and the Challenge of the Gospel. Evangelism – Reformation – Dissent. 1992. ISBN 978-3-87320-885-8
6. R. Emmet McLaughlin: The Freedom of the Spirit, Social Privilege, and Religious Dissent. Caspar Schwenckfeld and the Schwenkfelders. 1996. ISBN 978-3-87320-886-5
7. Mihaly Balázs: Early Transylvanian Antitrinitarianism (1566-1571). From Servet to Paleologus. 1996. ISBN 978-3-87320-887-2
8. André Séguienny: Les Spirituels. Philosophie et religion chez les jeunes humanistes allemands au seizième siècle. 2000. ISBN 978-3-87320-878-0
9. Martin Rothkegel: The Swiss Brethren: A Story in Fragments. The Trans-Territorial Expansion of a Clandestine Anabaptist Church, 1538–1618. 2021. ISBN 978-3-87320-877-3
10. Valentin Krautwald: In evangelium Matthaei annotata. Vorlesung über das Matthäusevangelium (1530). Herausgegeben unter den Auspizien der Schwenckfelder Kirche von Martin Rothkegel (= Corpus Schwenckfeldianorum, Supplement, Band 1). 2022. ISBN 978-3-87320-876-6